# Institutul ecumenic de la Bossey
Institutul ecumenic de la Bossey este un centru internațional de întâlnire, dialog și formare al Consiliului Mondial al Bisericilor, întemeiat în 1946, aflat în localitatea Bossey, Elveția.

## Așezare geografică
Institutul ecumenic este găzduit în castelul Bossey, situat între localitățile Versoix și Nyon, la aproximativ 25 km. de Geneva, regiunea fiind supranumită "terre sainte" sau "pământul sfânt", datorită bogatei sale moșteniri creștine.

## Specific
Institutul ecumenic de la Bossey are ca principal scop crearea de legături între reprezentanții diferitelor biserici și culturi, pentru colaborare ecumenică, studiu academic și schimb de experiență.
În fiecare an, Institutul găzduiește studenți și cercetători din întreaga lume pentru cicluri de studii legate de teologia ecumenică, misiologie și etică socială. 
Corpul profesoral este compus din profesori proveniți din medii culturale și teologice diferite, diplomele acordate de Institut fiind recunoscute oficial de Universitatea din Geneva.